# Escura nigrosignata
Escura nigrosignata är en insektsart som först beskrevs av Tillyard 1916.  Escura nigrosignata ingår i släktet Escura och familjen myrlejonsländor. Inga underarter finns listade i Catalogue of Life.